# LNFA Femenina 7×7 2020
La LNFA Femenina 2020 7×7 è la 2ª edizione del campionato di football americano femminile di secondo livello, organizzato dalla FEFA.
Il 12 marzo la Federazione ha bloccato la stagione a seguito della pandemia di COVID-19 del 2019-2021.

## Squadre partecipanti
| Club                   | Città               | Stadio | Sponsor ufficiale | Risultato nella stagione 2019 |
| ---------------------- | ------------------- | ------ | ----------------- | ----------------------------- |
| Badalona Dracs         | Badalona            |        |                   |                               |
| CDE Berserkers         | Torrelavega         |        |                   |                               |
| Gijón Mariners         | Gijón               |        |                   |                               |
| Las Rozas Black Demons | Las Rozas de Madrid |        |                   |                               |
| Osos de Rivas          | Rivas-Vaciamadrid   |        |                   |                               |
| Tres Cantos Jabatos    | Tres Cantos         |        |                   |                               |
| Valencia Firebats      | Valencia            |        |                   |                               |
| Zaragoza Hornets       | Saragozza           |        |                   |                               |

## Stagione regolare

### Calendario

#### 1ª giornata
| 19 gennaio 2020, ore 12:00 | Badalona Dracs | 62 – 0 | Zaragoza Hornets |  |

| 19 gennaio 2020, ore 12:00 | Valencia Firebats | 46 – 0 | Tres Cantos Jabatos |  |

| 19 gennaio 2020, ore 17:00 | Osos de Rivas | 6 – 52 | Las Rozas Black Demons |  |

#### 2ª giornata
| Tres Cantos 1º febbraio 2020, ore 12:00 | Tres Cantos Jabatos | 13 – 29 | Badalona Dracs |  |

| Las Rozas de Madrid 1º febbraio 2020, ore 13:00 | Las Rozas Black Demons | 63 – 0 | Gijón Mariners | Campo de Rugby El Cantizal |

| 1º febbraio 2020, ore 16:00 | Zaragoza Hornets | 0 – 84 | Valencia Firebats |  |

| 2 febbraio 2020, ore 12:00 | CDE Berserkers | 0 – 49 | Osos de Rivas |  |

#### 3ª giornata
| 8 febbraio 2020, ore 12:00 | Gijón Mariners | 24 – 0 | Osos de Rivas |  |

#### 4ª giornata
| 15 febbraio 2020, ore 12:00 | Tres Cantos Jabatos | 59 – 0 | Zaragoza Hornets |  |

| 16 febbraio 2020, ore 12:00 | Las Rozas Black Demons | 76 – 2 | CDE Berserkers |  |

| Badalona 16 febbraio 2020, ore 12:30 | Badalona Dracs | 0 – 40 | Valencia Firebats |  |

#### 5ª giornata
| 29 febbraio 2020, ore 12:00 | Tres Cantos Jabatos | 0 – 46 | Valencia Firebats |  |

| 29 febbraio 2020, ore 16:00 | Badalona Dracs | 74 – 0 | Zaragoza Hornets |  |

| Las Rozas de Madrid 1º marzo 2020, ore 17:00 | Las Rozas Black Demons | 46 – 19 | Osos de Rivas | Campo de Rugby El Cantizal |

#### 6ª giornata
| Torrelavega 8 marzo 2020, ore 11:00 | CDE Berserkers | 0 – 45 | Gijón Mariners | Complejo Deportivo Oscar Freire |

| Valencia 8 marzo 2020, ore 12:00 | Valencia Firebats | 68 – 0 | Zaragoza Hornets | Estadio Municipal Jardín del Turia |

#### Recuperi 1
| 5 aprile 2020, ore 16:00 | Gijón Mariners | – | CDE Berserkers |  |

### Classifica
La classifica della regular season è la seguente:
- PCT = percentuale di vittorie, G = partite giocate, V = partite vinte,  P = partite perse, PF = punti fatti, PS = punti subiti

#### Grupo Oeste
| Pos. | Squadra                | PCT   | G | V | N | P | PF  | PS  |
| ---- | ---------------------- | ----- | - | - | - | - | --- | --- |
| 1    | Las Rozas Black Demons | 1.000 | 4 | 4 | 0 | 0 | 237 | 27  |
| 2    | Gijón Mariners         | .667  | 3 | 2 | 0 | 1 | 69  | 63  |
| 3    | Osos de Rivas          | .250  | 4 | 1 | 0 | 3 | 74  | 122 |
| 4    | CDE Berserkers         | .000  | 3 | 0 | 0 | 3 | 2   | 170 |

#### Grupo Este
| Pos. | Squadra             | PCT   | G | V | N | P | PF  | PS  |
| ---- | ------------------- | ----- | - | - | - | - | --- | --- |
| 1    | Valencia Firebats   | 1.000 | 5 | 5 | 0 | 0 | 284 | 0   |
| 2    | Badalona Dracs      | .750  | 4 | 3 | 0 | 1 | 165 | 53  |
| 3    | Tres Cantos Jabatos | .250  | 4 | 1 | 0 | 3 | 72  | 121 |
| 4    | Zaragoza Hornets    | .000  | 5 | 0 | 0 | 5 | 0   | 347 |